# Bernard Miś
Bernard Miś (ur. 20 maja 1933 w Nowym Bytomiu, obecnie część Rudy Śląskiej, zm. 21 listopada 2023 w Katowicach) – polski działacz państwowy, inżynier mechanik, trener i zawodnik koszykówki, podsekretarz stanu w Ministerstwie Górnictwa i Energetyki (1986–1987).

## Życiorys
Syn Franciszka i Małgorzaty. W latach 1948–1961 koszykarz KS Pogoń Ruda Śląska, a od 1960 do 1961 reprezentant województwa katowickiego w tej dyscyplinie. Od 1961 do 1967 był instruktorem i trenerem zespołów młodzieżowych i drużyny kobiet w koszykówce. Ukończył technikum w Nowym Bytomiu, a w 1960 Wydział Mechaniczny Technologiczny Politechniki Śląskiej. W 1960 zatrudniony w Hucie Łabędy, a w 1962 w Hucie 1 Maja, gdzie został kierownikiem utrzymania ruchu stalowni. Później kierował wydziałem dla pracujących w technikum mechanicznym w Chorzowie, a od 1965 do 1976 pozostawał wicedyrektorem Zakładów Mechanicznych „Zamet” w Tarnowskich Górach. W latach 1976–1977 kierował Fabryką Samochodów Małolitrażowych w Tychach, następnie został dyrektorem Zjednoczenia Przemysłu Maszyn Górniczych „Polmag” w Katowicach. Autor 11 patentów i 7 wzorów użytkowych.
Wstąpił do Polskiej Zjednoczonej Partii Robotniczej. Od grudnia 1986 do października 1987 pełnił funkcję podsekretarza stanu w Ministerstwie Górnictwa i Energetyki. W kolejnych latach był dyrektorem generalnym ds. maszyn we Wspólnocie Węgla Kamiennego oraz dyrektorem spółek na terenie Niemiec. Wchodził w skład Polskiej Akademii Nauk – Sekcji Mechanizacji Górnictwa (1982–1984), Państwowej Rady Górnictwa (1978–1990), Rady Naukowo-Technicznej ds. Górnictwa przy ministrze energetyki (1981–1987) oraz Rady Naukowej Mechanizacji i Automatyzacji Górnictwa (1988–1991). Ponadto od 1986 do 1989 był redaktorem naczelnym czasopisma naukowego „Mechanizacja i Automatyzacja Górnictwa” (1986–1989).
Został pochowany w Parku Pamięci w Rudzie Śląskiej.

## Odznaczenia i wyróżnienia
Odznaczony Krzyżem Oficerskim Orderu Odrodzenia Polski i Złotą Odznaką Polskiego Związku Koszykówki. Wyróżniony tytułami generalnego dyrektora górnictwa oraz zasłużonego dla miasta Ruda Śląska (2011). W 1974 otrzymał nagrodę państwową I stopnia Ministra Nauki, Szkolnictwa Wyższego i Techniki w zakresie metalurgii.